# Hallertauer Tracht

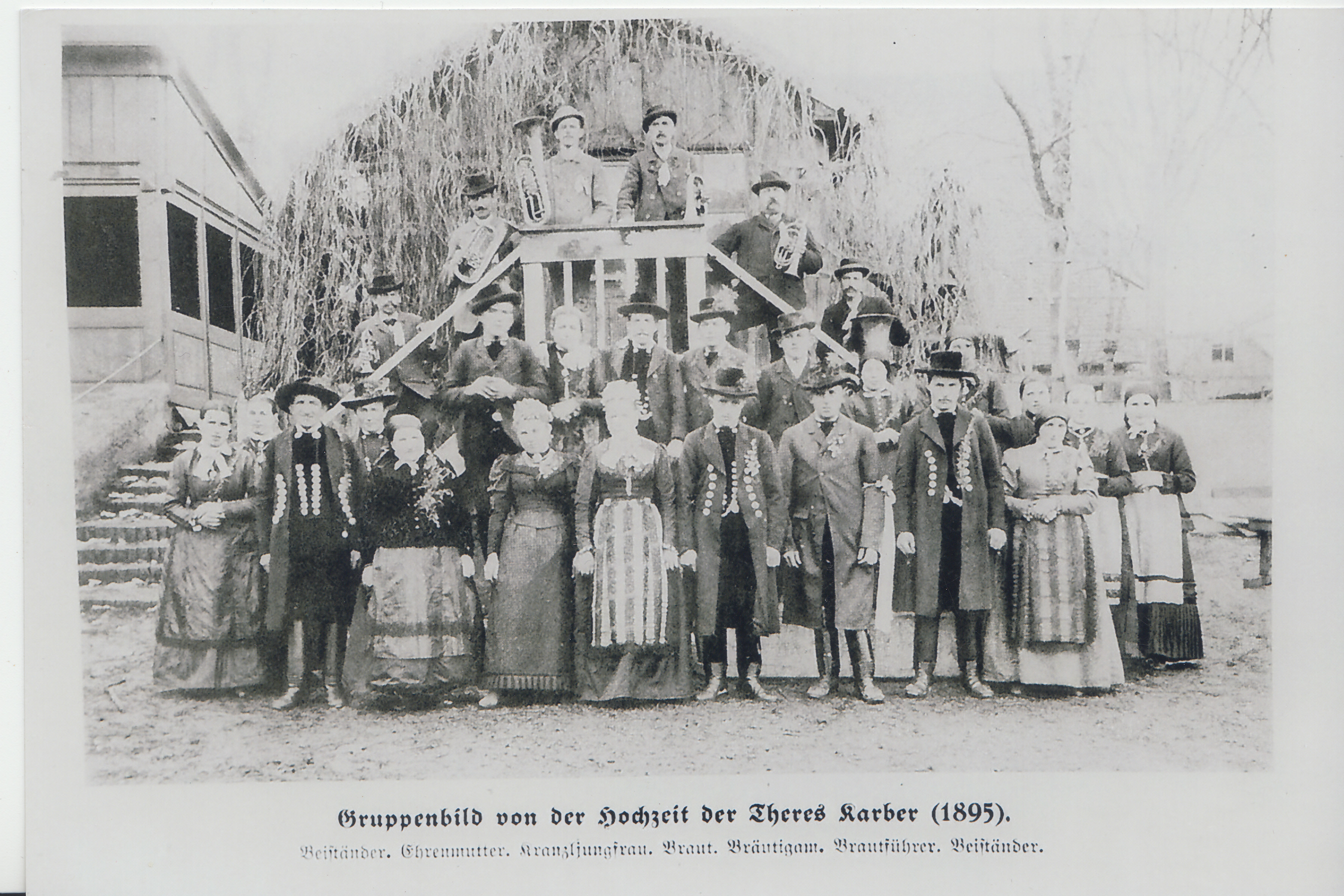
Hochzeitsbild mit Hallertauer Tracht 1895

Die Hallertauer Tracht ist eine Volkstracht, die in der bayerischen Region Hallertau getragen wird und sich Stilelemente mit der Dachauer und Ampertaler Volkstracht teilt. In Fachkreisen werden die ähnlichen Volkstrachten auch als Unterländler oder Altbayerische Tracht bezeichnet, die von der Lechgegend bis ins östliche Voralpenland zu finden sind. Im Allgemeinen galt sie schon immer als sehr kostspielige, regional unterschiedliche, von Land- und Stadtgebieten stark beeinflusste Festtagskleidung, die Rang und Stand der Träger widerspiegeln sollte.

## Geschichte

### Vor 1800
Die Entwicklung der Hallertauer Tracht liegt im Dunklen. Nur die seit 1644 geltende bayerische, ständische Kleiderordnung nach Kurfürst Maximilian I, die durch die Landgerichte umgesetzt wurde, ist verbrieft und gilt als Ursprung der Entwicklung regionaler, standes- und berufsabhängiger Volkstrachten.

### 1800
Die erstmalige Beschreibung der Hallertauer Tracht erfolgt durch den Landesdirektionsrat Joseph von Hazzi am Landgericht Moosburg um 1808.
"Die Kleidung besteht für den Mann in einem schwarzzwilchenen oder blauen Rock, roter Weste, Beinkleidern von Zwilch – im Sommer meist ohne Strümpfe und Schuhe – die Weibsleute sind in blaue leinene Zeuge gekleidet.
Einen auffallenden Unterschied macht das Ampertal. Das männliche und weibliche Geschlecht ist hier groß und wohlgestaltet; der Mann trägt einen feinen blauen Rock, rote Weste, grüne Hosenträger darüber und einen Gurt (Ranzen), dann schwarzlederne Beinkleider, blaue Strümpfe und Schuh mit Bändern.
Die Weiber haben zwar kurze, aber dick gepolsterte, schwarze Röcke, einen schwarzen Ganges, steifes Mieder und am Hals ist alles eng zusammengezogen, den Kopf bedeckt eine große, schwarze Mütze von Otter. Die jüngeren Mädchen haben blaue Hauben mit Spitzen und eine Art Casquet, worunter ihre Haare in Zöpfe geflochten sind – nebenbei hat jede einen Gürtel von Silber oder Metall um den Leib – auf dem Tanz sieht man bei ihnen schöne weiße Strümpfe und feine weiße Tücher mit Spitzen auf den Kopf."

### 1860
Im Jahre 1860 wird die Tracht vom Landgerichtsarzt Dr. Karl Lauterbach ausführlich wie folgt beschrieben:
„Im Allgemeinen ist, wie überall auf dem Lande, die kleidungsweise der Landbewohner eine stets um geraume Zeit später kommende Nachahmung der Moden in den benachbarten Städten. …Der wohlhabende Bauer neuerer Zeit … trägt einen modernen Rock mit langer Taille und Schößen bis an die Knie, an welchem nur die silbernen Knöpfe den Landbewohner unterscheiden. Die Weste ist von geblümten Atlas oder Samt, ebenfalls mit Silberknöpfen, die fast durchgängig aus angeöhrten Frauenzwanzigern und Zwölfern bestehen, mitunter auch schon in getriebener moderner Facon. Über der Weste prangt eine silberne Uhrkette. Die fast schlotternd sehr weite Hose von Leder geht zwar noch bis an die Knöchel herunter; darüber trägt er aber blankgewichste Stiefel, deren Schäfte bis über die Waden hinaufreichen und hier nicht selten durch Druck Hemmungen der freien Blut-Cirkulation und variköse Anschwellungen verursachen. … Der schwarze Filzhut ist bei ärmeren Männern und Burschen mit einer doppelten schwarzseidenen Schnur umwunden und mit 2 dicken schwarzen Troddeln oder Quasten verziert; bei wohlhabenderen sind diese schwer von echtem Goldfaden gedreht.“
Über die Kleidung der Frauen berichtet er:

„Die Elite der Landbewohnerinnen, Wirthinnen und Müllerinnen, sowie hie und da die junge Erbin eines reichen Bauernhofes … tragen die sogenannte bürgerliche Tracht. … Diese auch in den Märkten Mainburg und Au übliche Tracht besteht aus Rock und Unterspenser von gleichem Stoffe, von Pers (Baumwollgewebe), Wolle oder Seide, einem abstechenden Schurze, der mit seidenen Bändern gebunden ist, einem Mieder von schweren schwarzem Seidenzeuge mit schwarzer oder goldener Stickerei, silbernen Miederhaken, einem schweren silbernen Geschnür oft 10-12 Ellen lang, mit silbernen und vergoldeten Thalern … behängt, einem schwerseidenen Einstecktuche, ausgeschlagener Spitze oder Chemisette um den Hals, einer vielgängigen silbernen Halskette, mit einem hübsch gearbeiteten Schlosse, und endlich einer Riegelhaube von Silber oder Gold. Den Kopf bedeckte sonst Sommerszeit eine sogen. Bänderhaube, ein kleiner seidener Gupf. Winterszeit trug die Bäuerin früher eine Pelzhaube von schwarzem Kanin…mit goldgesticktem Boden, und diese Pelzhaube ist jetzt zu allen Jahreszeiten, also auch im heißesten Sommer angenommenes Festtagtragen für Jung und Alt …“

### Nach 1880
Um 1880 galt die Hallertauer Tracht als fast ausgestorben. Durch die öffentlichen Auftritte des seit 1886 im Amt befindlichen Prinzregenten Luitpold wurde die Miesbacher Gebirgstracht Mode und ersetzte fast vollständig die Hallertauer Tracht.
Durch einige Privatpersonen, Fotodokumenten und mit der Gründung diverser Trachtenvereine in der Hallertau konnte die Hallertauer Tracht erhalten werden.

## Bestandteile der Jungen- und Männertracht

### Hut

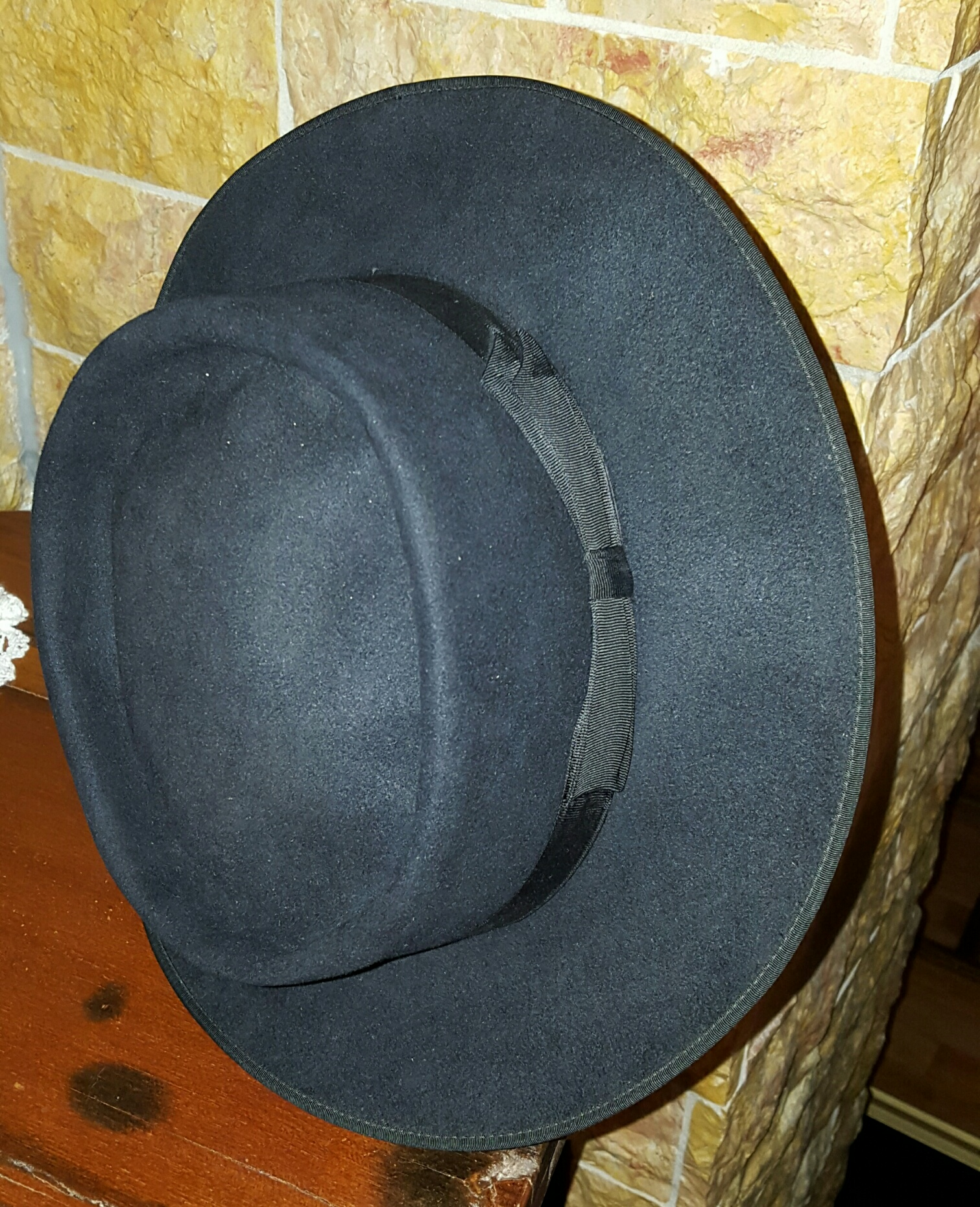
Trachtenhut aus der Hallertau

Der schwarze Filzhut mit breiter Krempe ist mit einer schwarzseidenen Schnur doppelt umwunden und kann auch ein bis zwei Quasten besitzen, die über die Krempe baumeln. Bei wohlhabenden Trägern ist die Hutschnur aus Goldfaden gedreht. Es gibt auch Hutversionen aus Hasenfell.

### Rock
An Festtagen und zum Kirchgang wird vom Handwerksmeister, Bauern oder verheiratetem Mann der Rock (auch Gevatters- oder Bratenrock genannt) getragen. Je nach Stand ist er aus schwarzem, braunem, blauem oder grünem Tuch und reicht bis unter die Knie. Er ist bis zur Hüfte sehr eng und tailliert geschnitten. Der Schoß ist ab der hoch angesetzten Taille mit einem Hakenschlitz versehen und mit zwei Silberknopfpaaren besetzt. Die Besonderheit des Schoßes ist, dass er sich nach unten glockenförmig erweitert und nicht gerade fällt. Im Innenfutter unter dem Hakenschlitz befindet sich eine mittelgroße Tasche zur Aufbewahrung von Portemonnaie oder Gebetbuch. Vorne ist er doppelreihig mit sechs bis acht Silberknopfpaaren besetzt, wird aber stets offen getragen. Der Kragen ist vom gleichen Stoff, gelegentlich aber auch mit einer Samtborte eingefasst.
Seit ca. 1850 werden beim Rock keine Münzknöpfe, sondern aus Silber getriebene „Roserl-“, „Stern-“ oder „Wagenradlknöpfe“ verwendet.

### Janker

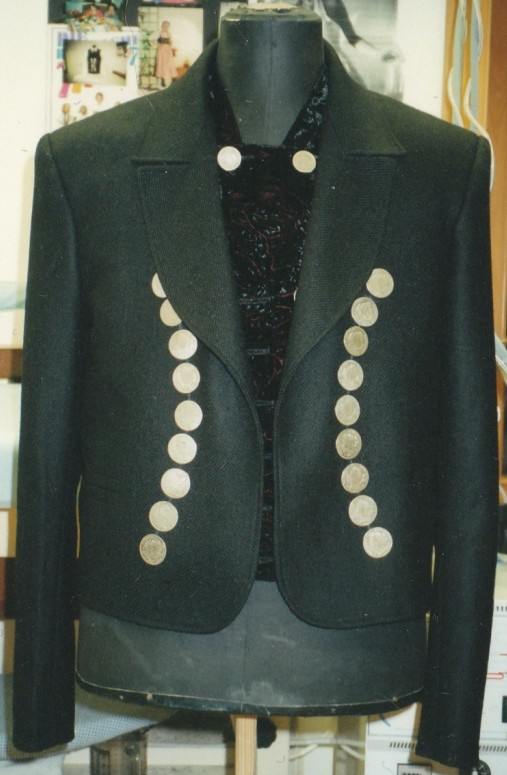
Hallertauer Janker mit Münzknöpfen

Der Janker ist kürzer geschnitten als ein Sakko und endet zumeist Hüfthoch. Er ist aus feinem Loden geschneidert und verfügt über einen Umlegekragen und zwei Seitentaschen. Zu beiden Seiten ist er mit Münz- oder Silberknöpfen besetzt, wird aber offen getragen.

### Hemd
Das weiße Leinenhemd mit langen Ärmeln hat entweder einen Stehkragen oder einen knappen Umlegekragen.

### Krawatte
Ein kleiner Schal, Schlips oder ein sogenanntes Schmiessl wird getragen, aber fast vollständig von der hochgeschlossenen Weste verdeckt.

### Gilet (Weste)

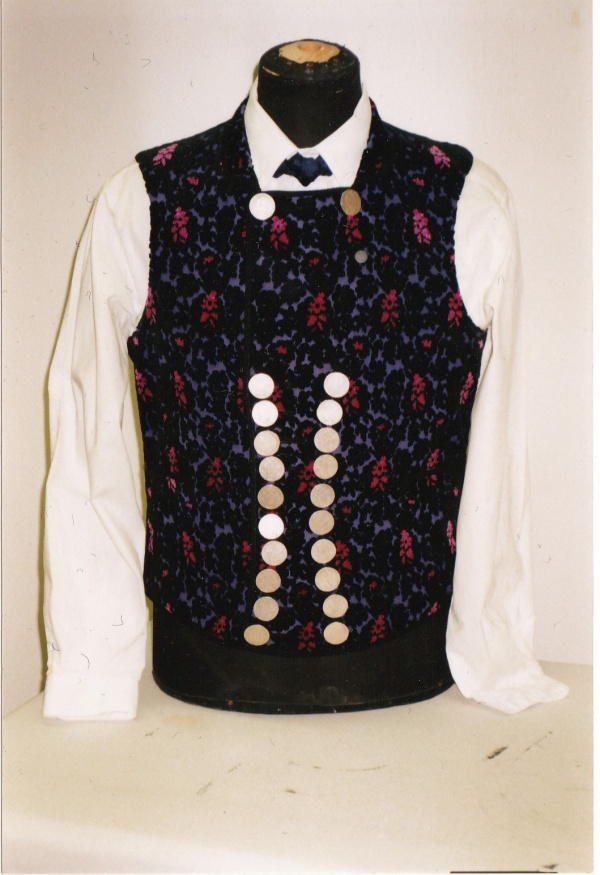
Hallertauer Gilet mit Münzknöpfen

Das hochgeschlossene Gilet ist oftmals aus geblümten Samt, Tuch oder Atlas. Vorne ist es zumeist mit bis zu 20, aus 10, 20 oder 30 bayerischen Kreuzer-Stücken gefertigten, Silberknöpfen besetzt. In neuerer Zeit werden auch silberne Zierknöpfe verwendet. Es verfügt über zwei Außentaschen und kann mitunter einen Umlegekragen haben. Farblich ist es traditionell zumeist Rot oder Schwarz.

### Hose
Die schwarze Stoffhose wurde nach und nach durch eine sehr weite, knöchellange Stiefelhose aus Leder, zumeist Hirschleder, ersetzt. Die Hose verfügt entweder über einen Hosenschlitz oder einen Hosenlatz.
Zur Hose kann auch ein Hosenträger aus Seide getragen werden. Dieser wird aber unterhalb des Gilets getragen.

### Gürtel
Als Statussymbol für Handwerksmeister und Bauern kann auch ein breiter Gürtel mit großer Schnalle, der sogenannte Ranzen getragen werden.

### Stiefel

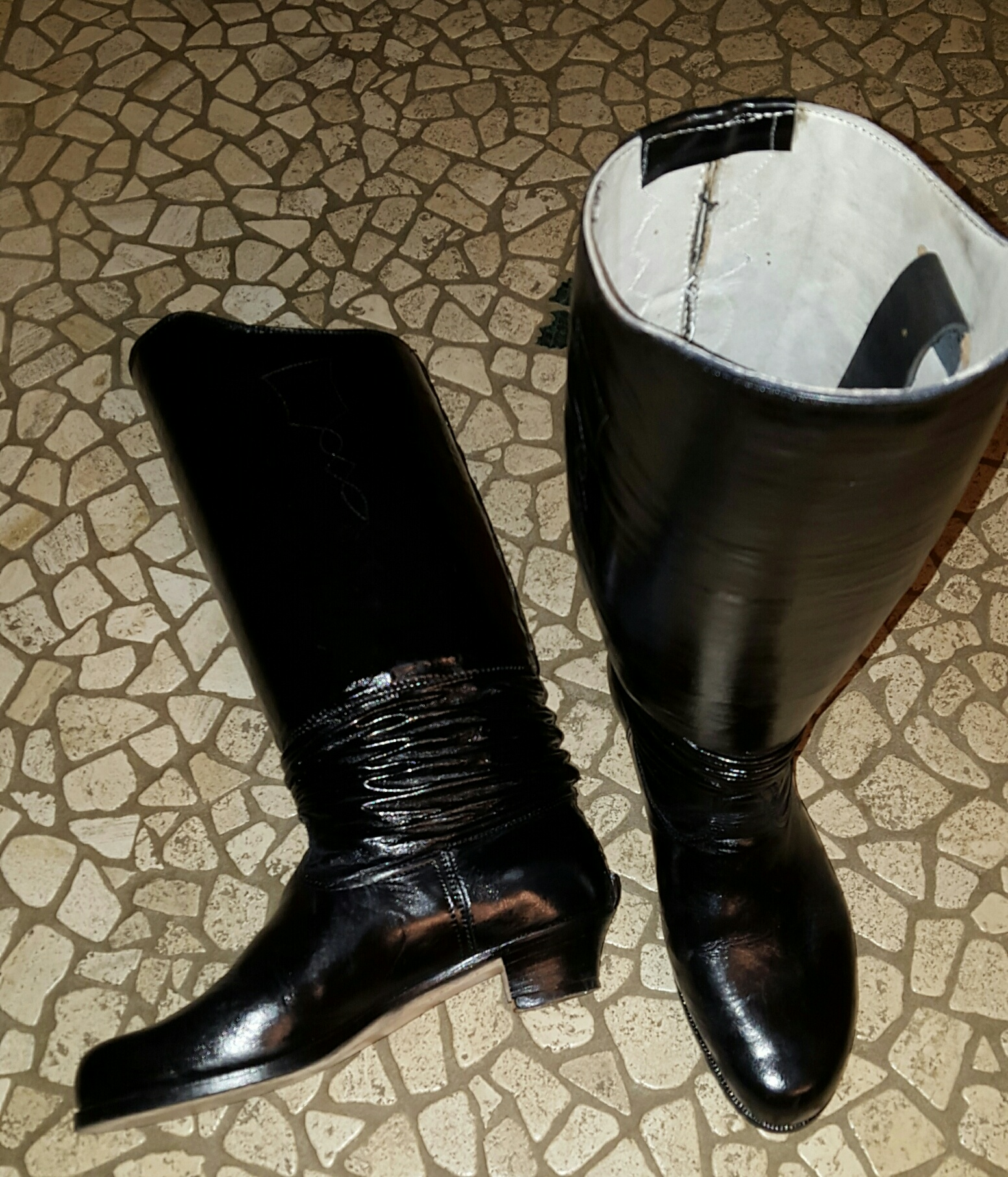
Faltenstiefel

Die besonders aufwendig gefertigten, bis über die Waden reichenden Faltenstiefel sollen je nach Anzahl der Falten dem Betrachter einen Ausdruck über den Wohlstand des Trägers widerspiegeln. Die Absätze sind gerade oder geschwungen, mit Leder besetzt und können mit Hufeisen beschlagen sein. Der Stiefelschaft ist zumeist nicht mit Ziernähten besetzt.

### Schmuck
Als zusätzliches Statussymbol wird ein Charivari oder eine lange silberne Uhrenkette, um den Hals gewickelt und bei den Silberknöpfen geschnürt, getragen. Diese Schmuckstücke sollte man beim Gehen auch hören können.

## Bestandteile der Mädchen- und Frauentracht
Das Festtags- oder Kirchengwand der Frau war Bestandteil der Mitgift. Das Kirchengwand einer Hallertauer Bäuerin entsprach dem Gegenwert des Jahresgehaltes einer Magd.

### Kopfbedeckungen
Die Damen tragen bienenkorbförmige Otter- oder Kaninchenfellmützen, ein nach hinten gebundenes Kopftuch oder eine Riegelhaube, die je nach Familienstand silbern, golden oder schwarz sein sollte. Bei den Fellmützen und beim Kopftuch darf der Haaransatz über der Stirn nicht sichtbar sein.

### Gewand
Rock und Schürze sind zumeist aus verschiedenen Mustern und Farben bestehenden Seidenstoffen und knöchellang. Das goldbestickte Mieder wurde ab ca. 1850 durch das „Münchner Mieder“ ersetzt. Die Art wie der Knoten an der Schürze gebunden ist gibt einen Rückschluss auf den Familienstand der Frau. Ein Schlüssel am Knoten weist sie als Besitzerin der Haushoheit aus. Um die Schulter trägt die Frau ein Schultertuch mit Fransen, dass mit einer Brosche am Rücken festgesteckt wird.
Ergänzt wird die Kleidung durch einen Spenser, eine kleine Jacke aus dem gleichen oder farblich passendem Stoff zum Kleid.

### Schuhe
Frauen tragen zumeist feine, aus schwarzem Leder gefertigte Schnallenschuhe mit einer Silberspange und leichtem Absatz.

### Schmuck
Die Frauen tragen ein reich mit Münzen, Amuletten und Medaillen bestücktes silbernes Miedergeschnür und einen mit Perlen oder Steinen verzierten Miederstecker.

### Hopfendirndl

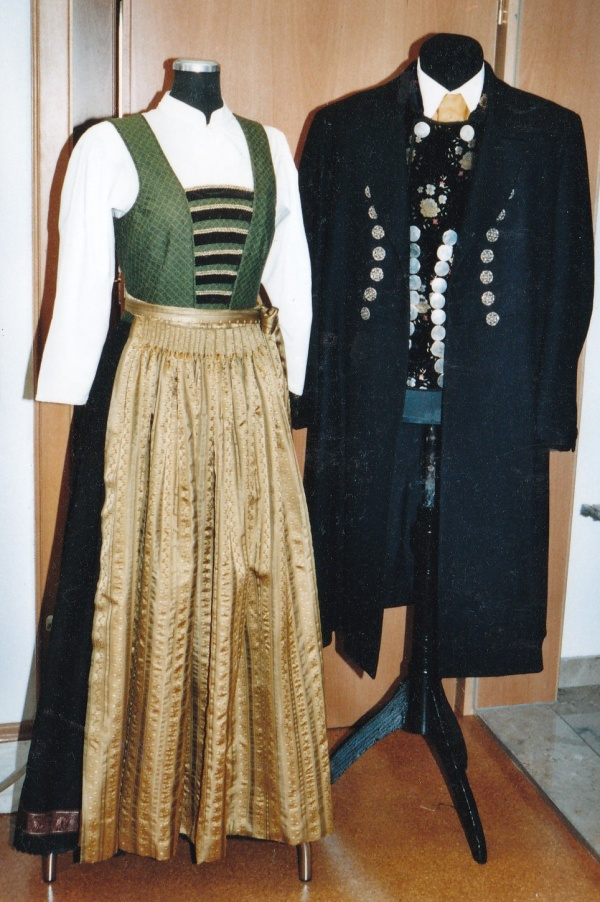
Hopfendirndl von 1952

1952 wurde auf dem bayerischen Zentral-Landwirtschaftsfest in München das Hopfendirndl vorgestellt. Es wurde für die Landjugend als Hopfentracht entworfen und später in den Landwirtschaftsschulen genäht.
Es besteht aus einem grünen Oberteil mit runden Samt- und Goldborten einem braunen Rock und einer goldfarbenen Schürze. Dabei stehen die Farben für das Grün des Hopfens, das Braun der Erde und das Gold für das Lupulin der Dolden.